# Cubism

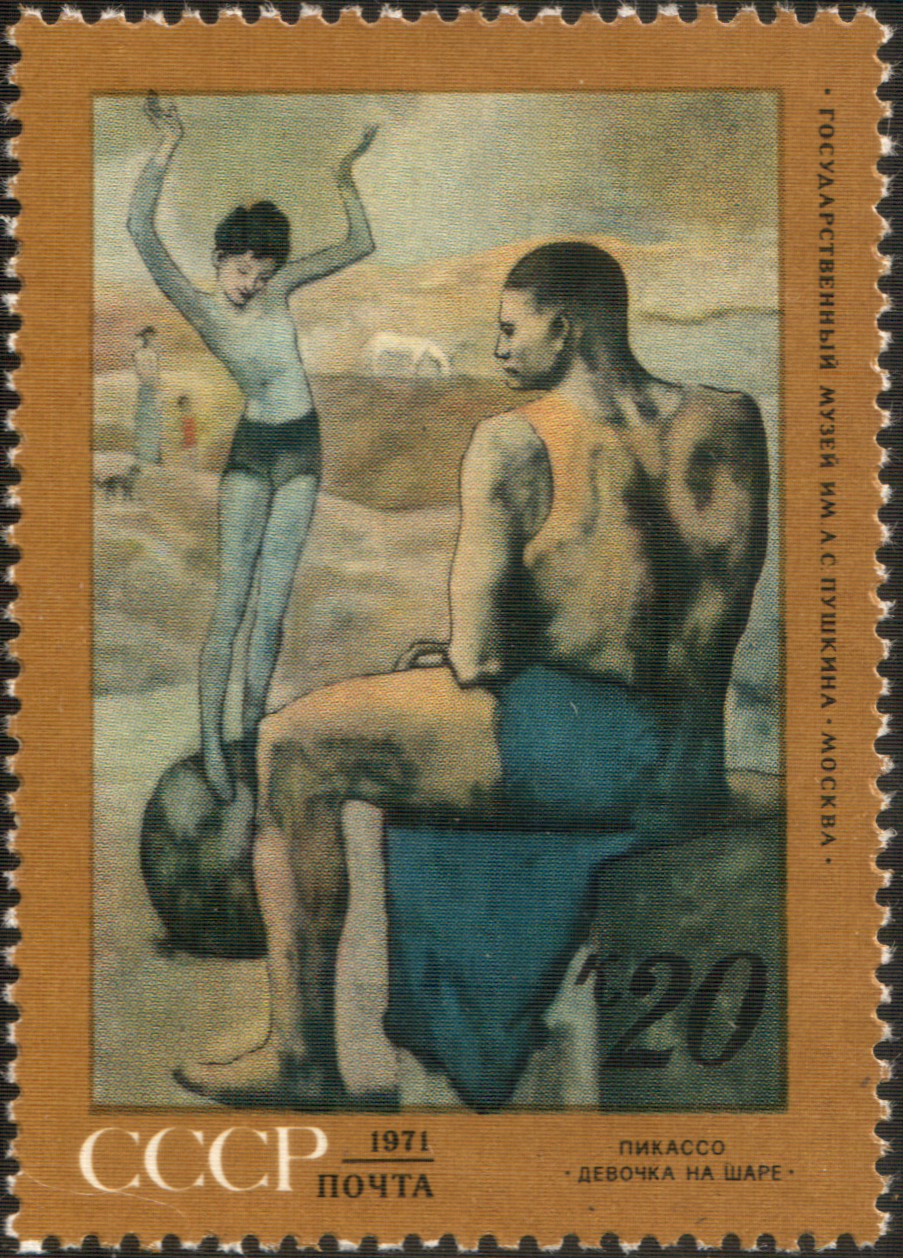
Copil pe minge de Pablo Picasso — reproducerea lucrarii artistului s-a făcut pe un timbru din 1971 din Uniunea Sovietică

Cubismul este o mișcare artistică de avangardă apărută în Europa la începutul secolului XX, care a revoluționat arta picturii și sculpturii europene, inspirând puternic apariția unor mișcări artistice similare în arhitectură, muzică și literatură. Din varii puncte de vedere, cubismul este adesea considerat a fi fost cea mai influentă mișcare artistică a secolului al XX-lea.
În arta cubistă, subiectele, obiectele și oamenii, sunt analizate, descompuse, apoi reansamblate în forme geometric-abstracte prezentând acele subiecte din multiple puncte de vedere. Termenul de cubism este larg folosit în legătură cu o mare varietate de piese de artă, produse în Paris (în special în Montmartre și Montparnasse) ori lângă Paris (Puteaux), de-a lungul deceniilor 1910 și 1920.
Între anii 1907 - 1914 are loc în Franța cea mai importantă revoluție în istoria picturii, după descoperirea perspectivei în perioada Renașterii. Inițiat de francezul Georges Braque și spaniolul Pablo Picasso, cubismul va dobândi în scurtă vreme numeroși adepți. Această direcție artistică va juca un rol uriaș în transformarea artelor plastice în secolul al XX-lea.
Cubismul este consecința unor transformări de lungă durată, nu a fost teoretizat prin vreun manifest sau declarații programatice. Un prim semn îl constituie tabloul Domnișoarele din Avignon (1907) al lui Picasso, lucrare de arte vizuale în care pentru prima dată un pictor se rupe într-un mod atât de hotărât de tradiționala artă figurativă și de modul de reprezentare bazat pe perspectivă. Această mișcare artistică a acaparat întreaga lume și a reprezentat o revoluție în lumea artei fiind preferată de mulți artiști vizuali contemporani lui Braque și Picasso.

## „Cubul” lui Braque
În vara anului 1908, Braque lucrează la Estaque, în apropiere de Marsilia, în mijlocul peisajelor pictate deja de Cézanne. Din acest dialog iau naștere pânze puternic geometrizate, în care perspectiva începe să dispară. Refuzate la "Salonul de Toamnă", tablourile sunt expuse în galeria lui Kahnweiler. Louis Vauxcelles, criticul care a lansat termenul de "fauves" și care acum remarcă faptul că pictorul reduce toate motivele sale la "scheme geometrice, la cuburi". În anul următor, termenul cubism va fi din nou folosit, tot pentru a caracteriza o operă aparținând lui Braque, iar în cele din urmă, în anul 1910, operele lui Picasso sunt și ele apreciate ca fiind "cubiste". Nici Braque și nici Picasso nu au avut vreodată intenția să creeze pătrate sau cuburi, însă acceptă acest calificativ cu valențe inițial peiorative ca termen definitoriu pentru arta lor, la fel cum au făcut la vremea lor și impresioniștii sau fauviștii.

## Cubismul, o artă realistă
În ciuda aparențelor, cubismul nu reprezintă distrugerea realismului, el pune sub semnul îndoielii doar realismul iluzoriu, care reproduce ceea ce vedem. Realismul iluzoriu nu este nici obiectiv, nici absolut și nici unicul posibil - el este doar rezultatul pur al convenției. 
Kahnweiler scrie pe această temă: "Pictura nu a fost niciodată o oglindă a lumii exterioare, și totodată nu a fost niciodată asemenea fotografiei; a însemnat crearea unor semne, care au fost întotdeauna interpretate exclusiv de contemporani, bineînțeles grație unei educații anterioare. Dar cubiștii au creat fără îndoială semne noi și tocmai aceasta a constat multă vreme dificultatea descifrării tablourilor lor".
După părerea lui Braque și a lui Picasso, vechea manieră de reprezentare a devenit anacronică deoarece a pierdut orice urmă de contact cu lumea exterioară. Pentru a restabili acest contact și pentru a reda această lume pe cât este posibil, ambii pictori se vor strădui să distrugă orice iluzie numai pentru a crea un nou tip de spațiu în pictură, o nouă manieră de reprezentare. Cea veche era bazată pe perspectivă, în schimb cea nouă pe apropiere. Grație acestei apropieri, a acestei intimități, cubismul prezintă ființe și lucruri într-o manieră în care nu au mai fost percepute. Dar, odată cu propunerea unei noi modalități de reprezentare se naște în mod necesar și o nouă concepție asupra lumii. Nimic nu este așadar mai greu decât transpunerea ei în viață, astfel putându-se explica și violența scandalului și a polemicilor pe care operele pictorilor cubiști le stârnesc.Acești artiști sunt comparați cu "o bandă de răufăcători care se comportă în lumea artei ca niște huligani din viața de zi cu zi".

## Fazele cubismului
Istoricii de artă disting trei faze ale cubismului:

### Prima fază - faza precubistă - până în1910
Prima fază, cunoscută sub numele de precubistă, durează până în anul 1910 și se află sub puternica influență a lui Cézanne și celebrei lui recomandări de a "reda natura prin intermediul cilindrului, sferei și conului". Braque și Picasso, care pictau în această perioadă personaje, peisaje și naturi moarte, nu se mulțumesc numai cu încercările de renunțare la perspectivă, ci aspiră mai ales să reducă motivele la forme geometrice fundamentale.

### A doua fază - faza analitică -1910-1913
Caracteristică pentru această fază (numită și "cubism ermetic") este înclinația artistului de a descompune obiectul reprezentat într-o mulțime de suprafețe mici, geometrizate. Gama cromatică devine neobișnuit de sumară, bazându-se în principal pe tonuri de cafeniu și cenușiu. Ambii artiști realizează faptul că deformarea din ce în ce mai puternică și atracția pentru monocromie poate duce în cele din urmă la abstract. Pentru a evita acest lucru și pentru a recrea trimiterea concretă la realitate, ei vor propune noi tehnici artistice. Braque introduce în tablourile sale litere tipărite, se servește de un șablon în pictură, folosește pieptenele pentru obținerea facturilor vălurite și recurge la imitații de tapet, lambriuri și marmură. Tot el va realiza apoi construcții din hârtie, va lipi pe desen fâșii de hârtie decupate dintr-o bandă care imită lemnul, realizând astfel primul său colaj (collage).

### Ultima fază - faza sintetică
Odată cu adoptarea tehnicii colajelor, pe care și Picasso va începe să o folosească, artiștii intră în ultima fază a cubismului - cea sintetică.
Noua tehnică readuce culoarea în operele cubiștilor, permițând totodată restabilirea contactului cu realitatea grație asocierii unor motive care pot fi imediat recunoscute.
Compozițiile perioadei sintetice sunt total eliberate de ceea ce mai rămăsese încă din iluzia planului profund din lucrările analitice - ceea ce este prezentat va apărea de acum încolo exclusiv în forme plate. Obiectele sunt din nou unificate, dar nu sunt totuși forme copiate după natură, ci semne simplificate care trebuiau să dezvăluie cele mai esențiale trăsături ale lor, sinteza obiectelor prezentate. 
Sticla, de pildă, este sugerată cu ajutorul unor tăieturi verticale și orizontale, prima indicând forma profilului ei, cea de a doua, volumul. În timpul perioadei sintetice, pictorul Juan Gris, care s-a alăturat târziu cubismului, devine al treilea participant la acest dialog. 
Braque își expune lucrările pentru ultima oară la "Salonul Artiștilor Independenți" în Anul 1909. Picasso refuzase cu mai mult timp în urmă să mai participe la expozițiile Salonului. Numai cei care frecventează atelierele celor doi artiști și cei care participă la expozițiile organizate la Galeria Kahnweiler au ocazia să cunoască lucrările lor, dar cei doi nu se pot plânge de lipsa adepților. Astfel, începând din 1911, artiștii care se pronunță de partea cubismului își expun lucrările într-o sală a "Salonului Artiștilor Independenți" și apoi la "Salonul de toamnă". În 1912, se organizează o expoziție strict cubistă intitulată "Section d'Or" la galeria "La Boetie", din inițiativa lui Marcel Duchamp.

## Succesori
Cubismul se va răspândi ca urmare a acestor expoziții, dar de multe ori picturile
realizate sunt doar o caricatură a operelor aparținând protagoniștilor acestei mișcări artistice. Dintre cubiștii-imitatori (numiți și "cubisteurs"), mulți nu au înțeles principiile revoluției cubiste. După cum scrie pictorul și criticul italian Ardengo Soffici, "...ei par să deformeze, geometrizeze și cubizeze fără niciun scop și la întâmplare, ascunzând banalitatea lor înăscută și academismul". 
O excepție o constituie Robert Delaunay, inițiatorul „cubismului orfic” - termen propus de poetul Guillaume Apollinaire - care va crea opere absolut originale de inspirație cubistă. Juan Gris nu numai că reușise să înțeleagă și să-și însușească inovațiile cubiste, dar a știut să atragă atenția asupra existenței altor posibilități de exprimare artistică. Printre artiștii din generația următoare, care au recurs la achizițiile tehnice și de concepție ale cubismului, orientându-se ulterior spre alte experimente, sunt de menționat Fernand Léger și Marcel Duchamp.
Cubismul va avea însă consecințe mult mai durabile, inițiind toate mișcările importante în arta modernă europeană și americană. Fără cubism nu ne putem imagina colajele lui Max Ernst, operele suprarealiste ale lui Joan Miró, realizările lui Roy Lichtenstein și, privind problematica mai în ansamblu, arta pop, acele "ready mades" ale lui Duchamp sau, în sfârșit, întreaga artă abstractă.

## Galerie de imagini

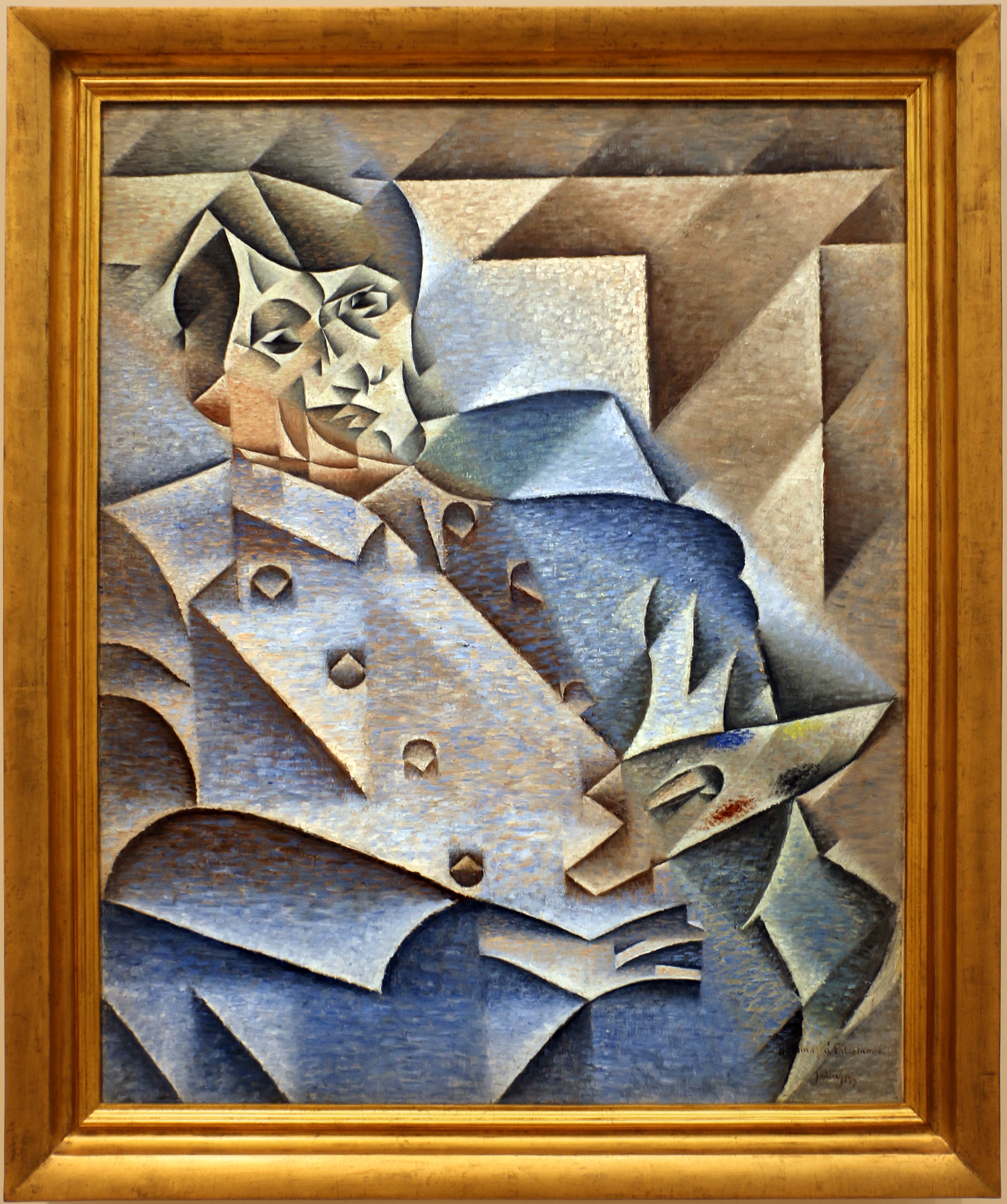
Juan Gris - 1912 – Portretul lui Pablo Picasso
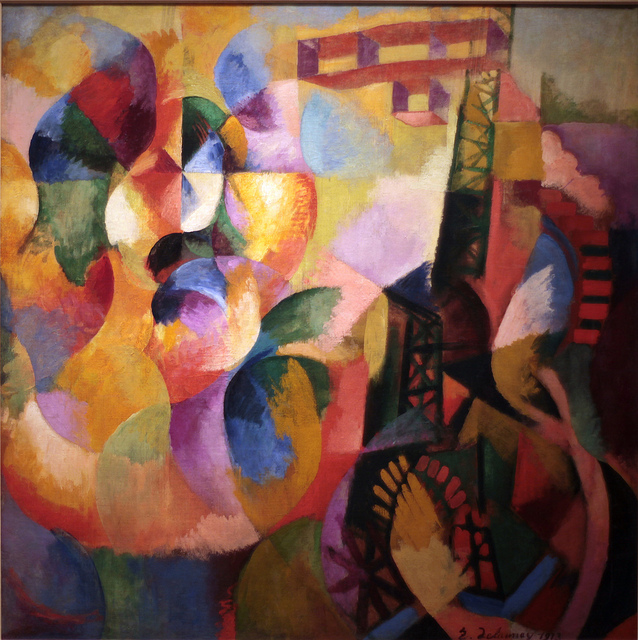
Robert Delaunay - 1913 – Soare, turn și aeroplan
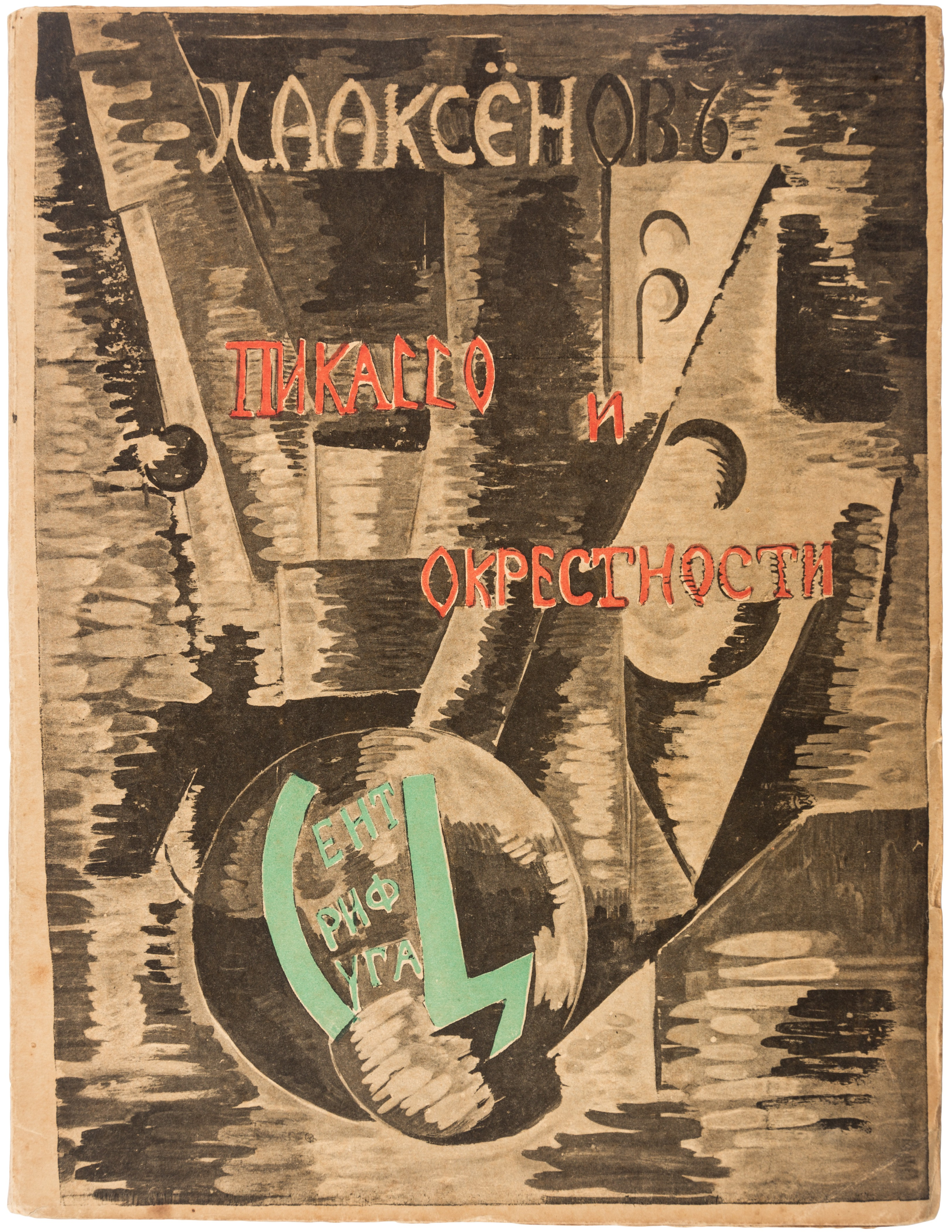
Alexandra Ekster - 1917 – Picasso și împrejurimile
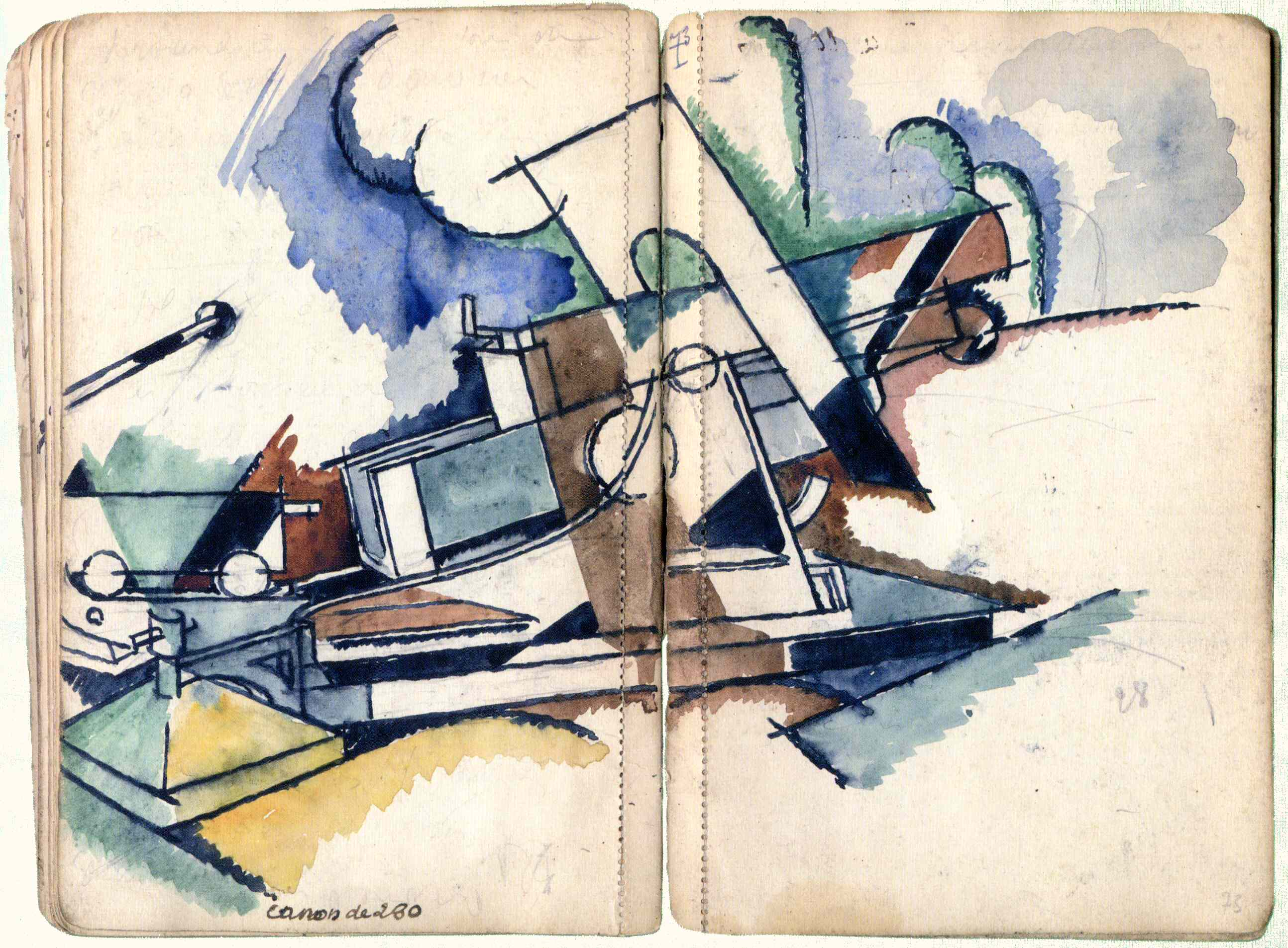
André Mare - circa 1917 – Schița camuflajului unui tun de calibru 280
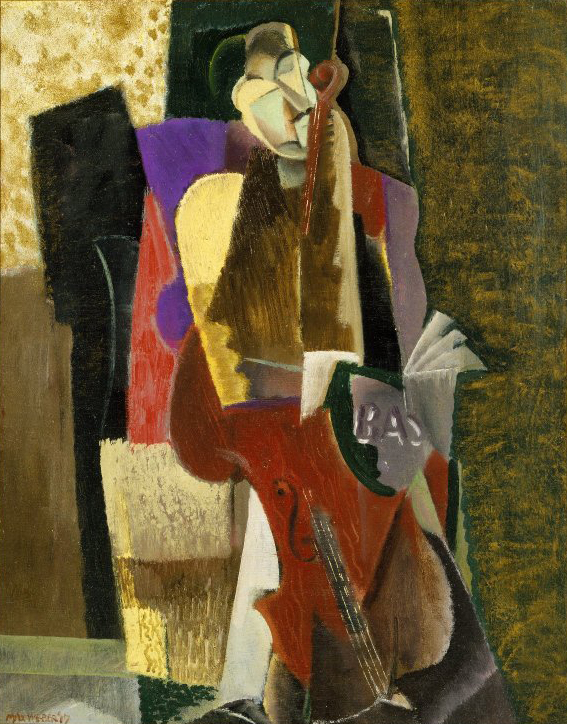
Max Weber - circa 1917 – Violoncelistul
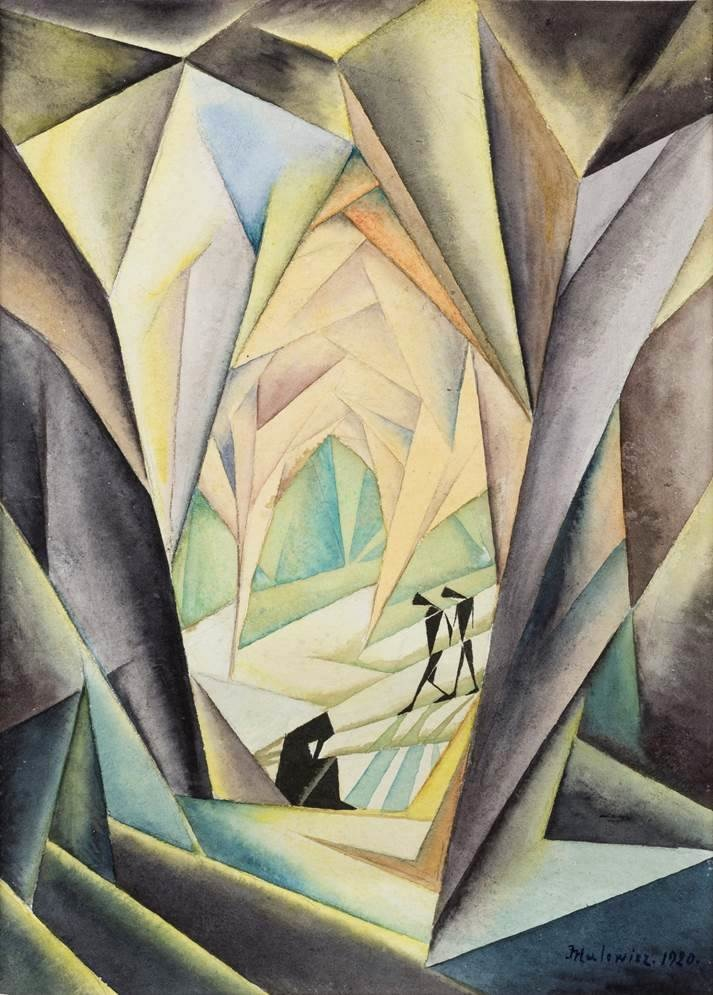
Jerzy Hulewicz - 1920 – Compoziție